# Brachyscleroma nigricans
Brachyscleroma nigricans är en stekelart som beskrevs av He och Chen. Brachyscleroma nigricans ingår i släktet Brachyscleroma och familjen brokparasitsteklar. Inga underarter finns listade.